# Rafael Teixeira
Rafael Bruno Reis Teixeira (São Mateus do Sul, 30 agosto 1983) è un allenatore di calcio a 5 ed ex giocatore di calcio a 5 brasiliano naturalizzato belga.

## Carriera

### Club
Centrale difensivo schierato all'occorrenza come laterale, debutta nella Liga Futsal con il Londrina. Nel 2002 viene acquistato dalla Lazio con cui vince immediatamente la Coppa Italia. La stagione seguente si trasferisce alla BNL dove viene utilizzato anche nella formazione Under-21 che vince la Coppa Italia di categoria. Gioca in Serie A anche con il Nepi, conquistando una seconda Coppa Italia, quindi accetta di scendere in Serie A2 vincendo per due stagioni consecutive il campionato con il Cinecittà e con la Pro Scicli. Le ultime esperienze italiane sono con lo Sport Five e il Verona, sempre nella seconda serie. Nel 2012 accetta la proposta di Rosario Persichetti, allenatore dell'Charleroi 21 di origine molisana, tentando l'avventura nel campionato belga. Nel 2013 si trasferisce all'Asse-Gooik con cui vince nella stagione seguente il campionato e debutta in Coppa UEFA. Nell'aprile del 2021 Teixeira annuncia il ritiro e, a partire dalla stagione seguente, la proprio nomina a vice allenatore di Luca Cragnaz sulla panchina dello stesso Halle-Gooik.

### Nazionale
In possesso della cittadinanza italiana, all'inizio della carriera ha preso parte ad alcuni stage della nazionale maschile under 21 di calcio a 5 dell'Italia, della Nazionale sperimentale e infine ad alcuni di quella maggiore. Con la maglia azzurra ha disputato in tutto due incontri amichevoli. Ottenuta la cittadinanza belga, il 15 settembre 2019 debutta anche nella nazionale maschile di calcio a 5 del Belgio nel corso dell'amichevole vinta per 4-2 contro i Paesi Bassi. In totale, Teixeira ha disputato 16 incontri con i diavoli rossi, realizzando 3 reti

## Palmarès

### Competizioni giovanili
- Coppa Italia Under-21: 1
BNL Roma: 2003-04

### Competizioni nazionali
- Coppa Italia: 2
Lazio: 2002-03
Nepi: 2004-05
- Campionato di Serie A2: 2
Cinecittà: 2005-06
Pro Scicli: 2006-07
- Campionato belga: 5
Halle-Gooik: 2014-15, 2015-16, 2016-17, 2017-18, 2018-19
- Coppa del Belgio: 4
Halle-Gooik: 2014-15, 2015-16, 2017-18, 2018-19
- Supercoppa del Belgio: 3
Halle-Gooik: 2015, 2017, 2018

### Competizioni internazionali
- Coppa del Benelux: 2
Halle-Gooik: 2016-17, 2017-18